# Stadt Wien – Wiener Wohnen
Stadt Wien – Wiener Wohnen ist als Dienststelle des Magistrats der Stadt Wien die größte kommunale Hausverwaltung in Europa mit Sitz in Wien. Sie verwaltet, saniert und bewirtschaftet rund 220.000 Gemeindewohnungen (davon rund 1.200 Hausbesorger-Dienstwohnungen und 7.500 Wohnungen in Fremdverwaltung), 6.000 Geschäftslokale und über 47.000 Garagen- und Abstellplätze in Wien – insgesamt eine Fläche von 13.444.841 Quadratmetern (das sind in etwa 1.829 Fußballfelder). 31 % der Wiener leben im Gemeindebau (rund 500.000 Menschen), wodurch die Stadt Wien der größte Immobilienbesitzer Europas ist.
Unternehmungen der Stadt Wien gemäß § 71 der Wiener Stadtverfassung sind keine kommerziellen Unternehmen nach dem Gesellschaftsrecht, sondern betriebsmäßig geführte Dienststellen; sie beschäftigen Angestellte der Stadt Wien, ihr Budget scheint im Wiener Stadtbudget auf. Wiener Wohnen betreibt u. a. ein Service-Center.

## Zweck
Der Zweck der Unternehmung besteht laut § 2 des Statuts in der Bereithaltung und Schaffung von einem modernen Standard entsprechenden Mietwohnungen für einkommensschwächere, wohnungsbedürftige Personen und Familien. Demnach umfasst der Zweck auch die Errichtung, Sanierung und Bewirtschaftung der städtischen Wohnhäuser (bestehend aus Wohnungen, Geschäftsräumen, Garagen), sowie den Ankauf und Verkauf von Liegenschaften im Sinne des Unternehmungszwecks.

## Geschichte
Das kaum beschreibbare Wohnungselend der Arbeiterfamilien in den Mietshäusern (bzw. Zinshäusern, wie sie in Wien genannt wurden) zu Beginn des 20. Jahrhunderts hat zum kommunalen Wohnbau in Wien geführt. Nach dem Sieg der Sozialdemokratischen Arbeiterpartei bei der Gemeinderatswahl in Wien 1919 wurden die Grundsteine für die ersten Wiener Gemeindebauten gelegt (Wohnsiedlung auf der Schmelz, Metzleinstalerhof). 1923 wurde unter Finanzstadtrat Hugo Breitner die Wiener Wohnbausteuer eingeführt und das erste kommunale Wohnbauprogramm gestartet (25.000 Wohnungen), im Jahr darauf folgt das zweite (30.000 Wohnungen). Bis zum Jahr 1933 wurden in Wien rund 64.000 Gemeindewohnungen gebaut, darunter mit dem Karl-Marx-Hof der bis heute längste zusammenhängende Wohnbau der Welt.
Während des Austrofaschismus und der Zeit des Nationalsozialismus kam der kommunale Wohnbau in Wien nahezu zum Erliegen und wurde erst nach dem Zweiten Weltkrieg wieder fortgesetzt. 1969 wurde die 100.000ste Gemeindewohnung nach dem Zweiten Weltkrieg fertiggestellt.
Das erste städtische Wohnungsberatungszentrum wurde 1976 in der Doblhoffgasse im 1. Bezirk eröffnet. Die auf mehrere städtische Dienststellen (MA 27, MA 50, MA 52) aufgeteilten Agenden für die städtische Hausverwaltung wurden im Jahr 1997 in der neu gegründeten Magistratsabteilung 17 – Wiener Wohnen zusammengefasst.
Mit dem Beschluss des Wiener Gemeinderates vom 29. April 1999 wurde die Magistratsabteilung 17 – Wiener Wohnen ab 1. Jänner 2000 in eine Unternehmung der Stadt Wien (eigener Rechnungskreis, aber nicht ausgegliedert und nach wie vor unter politischer Verantwortung eines amtsführenden Stadtrates) übergeführt. 2000 wurde als Tochterfirma die „Wiener Wohnen – Kundenservice GmbH.“ gegründet, 2002 die „Wiener Wohnen – Haus- & Außenbetreuung GmbH.“
Im Jahr 2004 wurde der bisher letzte Wiener Gemeindebau errichtet – in der Rößlergasse in Liesing. Seither baut die Gemeinde Wien nicht mehr selbst, sondern fördert den sozialen Wohnbau von privaten Bauträgern finanziell. Diese von der Stadt geförderten Wohnungen werden nicht über Stadt Wien – Wiener Wohnen vergeben, sondern über die „Wohnservice Wien GmbH“ (45 Prozent Anteil der Stadt Wien, 55 Prozent Wohnfonds Wien). Im Vorfeld der Wiener Gemeinderatswahl kündigte Bürgermeister Michael Häupl im Frühjahr 2015 an, die Stadtverwaltung werde wieder selbst Wohnungen bauen.

## Wohnungsvergabe
Um eine Gemeindewohnung mieten zu können, müssen Wohnungssuchende bestimmte Voraussetzungen erfüllen:
- Die Person braucht mindestens einen zweijährigen Hauptwohnsitz in Wien (das gilt auch für Mitziehende),
- ein Mindestalter bei Einreichung von 17 Jahren haben,
- muss Bürger aus Österreich, EU, EWR, Schweiz und Gleichgestellten (anerkannte Flüchtlinge, sowie „langfristig Aufenthaltsberechtigte“ nach dem Niederlassungs- und Aufenthaltsgesetz - NAG[11]) sein und
- darf eine gewisse Einkommensobergrenze nicht überschreiten.[12]
- Informiert werden Interessierte bei der „Wohnberatung Wien“ in der Guglgasse im 3. Bezirk.[13]

Zusätzlich muss einer der folgenden Vormerkgründe vorliegen, die auf einen dringenden Wohnungsbedarf hinweisen:
- Überbelag (zu viele Personen, auf zu kleinem Raum),
- Gesundheitsschädlichkeit der Wohnung,
- Krankheits-, altersbedingter Wohnungsbedarf,
- für Paare und Einzelpersonen unter 30 Jahre, ohne eigene Wohnung („Jungwienervormerkung“),
- bei getrennter Haushalt,
- unverschuldete Aufgabe einer Dienstwohnung,
- Wohnraum für Menschen mit Behinderung.

## Wohnungstausch
Die Mieter einer Gemeindewohnung können über die Wiener Wohnen – Tauschbörse ihre Wohnungen tauschen, wenn sie jeweils die andere Wohnung beziehen möchten. Voraussetzung ist, dass es einen wichtigen Grund für einen Wohnungstausch gibt (z. B. besser passende Wohnungsgröße) und dass das Mietverhältnis beider seit wenigstens fünf Jahren besteht (laut § 13 des Mietrechtsgesetzes – MRG). Es ist aber auch ein Wohnungstausch von Mietern einer Gemeindewohnung und Hauptmietern von Genossenschafts- bzw. Privatwohnungen möglich. In diesem Fall müssen die jeweiligen Hausverwaltungen vor der Einreichung zustimmen. Im monatlich erscheinenden Wohnungsanzeiger von Stadt-Wien Wiener Wohnen kann eine Tauschanzeige kostenlos geschaltet werden. Außerdem werden Gemeindewohnungen mit Privatablösen, so genannte "Direktvergaben", in dieser Publikation inseriert.

## Maßnahmen
Die Stadt Wien – Wiener Wohnen hat in den letzten Jahren folgende Maßnahmen zur Verbesserung der Wohnqualität im Gemeindebau gesetzt:

### Mietermitbestimmung
Die Mitbestimmung im Gemeindebau ist seit 1. Jänner 2000 durch das „Mietermitbestimmungsstatut für die Mieterinnen und Mieter der Wohnhausanlagen der Stadt Wien - Wiener Wohnen“ festgeschrieben. Es regelt die Zusammenarbeit zwischen Mieter und Stadt Wien – Wiener Wohnen in Hinblick auf Informations-, Kontroll- und Mitspracherechte im Rahmen eines Mieterbeitrats. Beispielsweise das Recht auf Mitwirkung
- bei Erhaltung und Verbesserung der Wohnhausanlage,
- Betriebskosten,
- Errichtung und Wartung von Aufzügen,
- Gemeinschaftseinrichtungen und
- Hausverwaltungswechsel.

### Fair Play im Gemeindebau
Die Hausordnung für Wohnhausanlagen der Stadt Wien ist ein Bestandteil des Mietvertrages und enthält die Rechte und Pflichten der Mieter und ist die Grundlage des guten Miteinanders im Gemeindebau. Ordnungsberater sind seit Herbst 2009 in den städtischen Wohnhausanlagen unterwegs und machen die Mieter auf die Hausordnung aufmerksam. Sie sind befugt, abzumahnen und Strafmandate und Anzeigen auszustellen. Im Rahmen der Kampagne "Fair Play im Gemeindebau" im Jahr 2010 haben prominente Fußballer wie Herbert Prohaska, Peter Pacult, Veli Kavlak oder Alexander Gorgon um Fairness im Gemeindebau geworben.

### Videoüberwachung
In acht ausgewählten Gemeindebauten startete im Jahr 2008 der Pilotversuch Videoüberwachung mit dem Ziel, schlecht einsehbare Orte in Garagen, Müllräumen, Aufzügen und Kellern vor Verunreinigungen und Beschädigungen zu schützen.
Im Dezember 2009 genehmigte die Datenschutzkommission im Bundeskanzleramt die zeitlich unbeschränkte Videoüberwachung in Gemeindebauten, bei denen durch Sachbeschädigungen und Diebstählen besonders hohe Schäden zu verzeichnen waren. Ende 2011 sind rund 2.800 Kameras in 22 Wohnhausanlagen installiert und in Betrieb.

### Zusammenarbeit mit Wohnpartner
wohnpartner ist ein Service-Angebot der Wohnservice Wien Ges.m.b.H. Als Nachfolgeeinrichtung der Wiener Gebietsbetreuung setzt es im Auftrag der Stadt Wien Maßnahmen zur Stärkung der Gemeinschaft und zur Verbesserung des eigenen Wohn- und Lebensumfelds um und arbeitet dabei eng mit Wiener Wohnen zusammen. wohnpartner unterstützt die Mieter bei Nachbarschaftskonflikten und versucht mit ihnen gemeinsam die Probleme zu lösen. Für seine Arbeit wurde wohnpartner 2011 mit dem Österreichischen Integrationspreis in der Kategorie „Unternehmen & Arbeit“ ausgezeichnet.

### Mieterbefragung
Die größte Mieterbefragung Österreichs hat Stadt Wien – Wiener Wohnen 2008 durchgeführt.
Rund 45.000 Mieterinnen und Mieter haben den ausgefüllten Fragebogen retour geschickt. Für das Anbringen eines Barcodes mit versteckter Kundennummer auf den 220.000 Fragebögen bei gleichzeitiger Zusicherung der Anonymität hat die Unternehmung heftige öffentliche Kritik geerntet und den Big Brother Award erhalten.

### Modernisierungen
Die laufende Modernisierung von Gemeindewohnungen ist eine wesentliche Aufgabe des Unternehmens. Im Jahr 2010 wurden in 87 Wohnhausanlagen 19.960 Gemeindewohnungen um rund 495 Millionen Euro saniert, im Jahr 2011 waren es 19.403 Wohnungen in 101 Wohnhausanlagen. Die Kosten betrugen rund 562 Millionen Euro.

## Kritik

### Ermittlungen wegen Bestechlichkeit
Im Februar 2017 wurden 32 Mitarbeiter von Wiener Wohnen wegen des Verdachts der Bestechlichkeit im Zusammenhang mit einem mutmaßlichen Millionenbetrug bei Sanierungen suspendiert bzw. versetzt. Ermittelt wird gegen insgesamt 93 Personen und zwölf Unternehmen, die Leistungen verrechnet haben sollen, die nur teilweise oder in minderer Qualität erbracht wurden.

### Rechnungshofkritik
2018 kritisierte der Rechnungshof in einem Prüfbericht Mängel bei der Auftragsvergabe und beim Controlling sowie die überdurchschnittliche Vergütung der Geschäftsführung. Die lückenhafte und nur stichprobenartig wahrgenommene Bauaufsicht bei der Instandsetzung von Leerwohnungen und bei der Gebrechensbehebung führte zu einem hohen Ausmaß an Fehlverrechnungen und Ausführungsmängeln. Laut Rechnungshof lag der Schaden allein für den Zeitraum 2012 bis 2014 zwischen rund 66,64 Mio. EUR und etwa 121,1 Mio. EUR.

### Hoher Leerstand an Wohnungen
Im April 2018 wurde durch eine Gemeinderatsanfrage bekannt, dass Ende 2017 fast 9000 der rund 209.000 Gemeindewohnungen in Wien bzw. 4,25 % der Wohnungen leer standen. Dieser Anteil ist seit 2013 von damals 1,9 % stark angestiegen, wobei vor allem der Anteil an Wohnungen, die bereits über ein Jahr nicht vermietet sind, massiv zugenommen hat. Die ÖVP vermutet, dass diese Zahlen nicht die tatsächlichen Leerstände angeben und geht von 20.000 leerstehenden Gemeindewohnungen bzw. 10 % der Kapazität aus.